# Allan Iacuone
Allan Iacuone, né le 22 octobre 1973 à Melbourne, est un coureur cycliste australien. Il a participé majoritairement à des courses sur route avant de s'initier au cyclo-cross.

## Palmarès sur route
- 1994
  - 2e du Tour de Nouvelle-Calédonie
  - 3e de la Colonial Classic
- 1995
  - 3e de l'Alpine Classic Tour
- 1996
  - Volta a la Plana Baixa
- 1997
  - Tour de Tasmanie :
    - Classement général
    - 4e étape

  - 3e de la Melbourne to Warrnambool Classic
- 1998
  - 2e de la Melbourne to Warrnambool Classic
  - 3e de la Hornsby to Swansea Classic
- 1999
  - 2e étape de la Mount Buller Cup
  - 3e de la Mount Buller Cup
  - 3e du Tour de Langkawi
- 2002
  - 5e étape du Paths of King Nikola
  - 11e étape du Herald Sun Tour
  - 2e du Herald Sun Tour

## Palmarès en cyclo-cross
- 2013-2014
  -  Champion d'Australie de cyclo-cross
- 2014-2015
  - 2e du championnat d'Australie de cyclo-cross